# باتريك هوسدينغ
باتريك هوسدينغ (بالألمانية: Patrick Hausding) هو غطاس ألماني ولد في يوم 9 مارس 1989 في مدينة برلين، أبرز إنجازاته كان فوزه بالميدالية الفضية في دورة الألعاب الأولمبية الصيفية 2008 في بكين في ال10 متر، وبالميدالية البرونزية في دورة الألعاب الأولمبية الصيفية 2016 في ريو دي جانيرو في 3 متر، كما فاز بميدالية ذهبية وفضيتين وبرونزية في بطولة العالم.

## روابط خارجية
- باتريك هوسدينغ على موقع الاتحاد الدولي للسباحة (الإنجليزية)
- باتريك هوسدينغ على موقع قاعدة بيانات الغوص IAT (الألمانية)
- باتريك هوسدينغ على موقع اللجنة الأولمبية الدولية (الإنجليزية)
- باتريك هوسدينغ على موقع أوليمبيديا (الإنجليزية)
- باتريك هوسدينغ على موقع اللجنة الأولمبية الألمانية (الألمانية)